# Неркин-Кармирахпюр
Неркин-Кармирахпюр (арм. Ներքին Կարմիրաղբյուր) — село в Тавушской области в Армении.
Главой сельской общины является Манвел Камендатян.

## История
Село сильно пострадало во время армяно-азербайджанской войны. Так, только за один день вооружённого столкновения 3 мая 1991 года была зарегистрирована стрельба из артиллерии и автоматического оружия с 5 часов утра до 23 часов вечера.

## География
Село расположено в 8 км к северо-востоку от города Берд. С северо-запада от села расположено село Паравакар, с юго-запада от села расположено село Товуз, к югу от села находится Тавушское водохранилище, с юго-востока от села расположено село Айгепар и река Тавуш, а с востока, северо-востока и севера расположена граница с Азербайджаном.
Село находится в непосредственной близости от азербайджанской границы (в 600 метрах), а дорога, соединяющая с соседним селом Паравакар проходит и вовсе вплотную позиций ВС Азербайджана (в 100 метрах), что создаёт серьёзную опасность жителям села, в связи с учащающимися обстрелами с азербайджанской стороны.

## Экономика
Между Программой развития ООН, ЗАО «Аштарак кат» и Центром развития агробизнеса подписан меморандум о взаимопонимании относительно учреждения в сельских общинах Варагаван, Товуз и Неркин Кармирахпюр Тавушской области центров заготовки молока и маркетинга. Как отметила постоянный представитель ПР ООН в Армении Консуэло Видал, цель инициативы состоит в оказании помощи занимающимся производством и реализацией молока фермерам, что будет содействовать стабильному развитию области. Центры будут действовать в предоставленных общинами территориях, где будет размещено современное оборудование по проверке безопасности и замораживанию. По словам Консуэло Видал, службами по заготовке молока и маркетингу будут пользоваться более 200 фермеров Тавушской области.

## Знаменитые уроженцы
Галстян, Арсен Жораевич — Олимпийский чемпион по дзюдо в весовой категории до 60 кг (Лондон — 2012).

## Примечание
1. ↑  Socio-economic characteristics of marzes and Yerevan city of the RA, Tavush marz, 2023. Дата обращения: 3 января 2024. Архивировано 1 декабря 2023 года.
2. ↑  Тавушский марз. Архивировано 1 мая 2008 года.
3. ↑  Глашатай. Вдоль границы без перемен Архивная копия от 30 мая 2009 на Wayback Machine  (рус.)
4. ↑  При содействии ПР ООН в Тавушской области Армении будут основаны центры по маркетингу и заготовке молока. Архивировано 4 марта 2016 года.